# Chlorophorus impressithorax
Chlorophorus impressithorax là một loài bọ cánh cứng trong họ Cerambycidae.